# Морская собачка-сфинкс
Морская собачка-сфинкс (лат. Aidablennius sphynx) — морская лучепёрая рыба из семейства собачковых. Вид выделяется в монотипический род Aidablennius.

## Описание

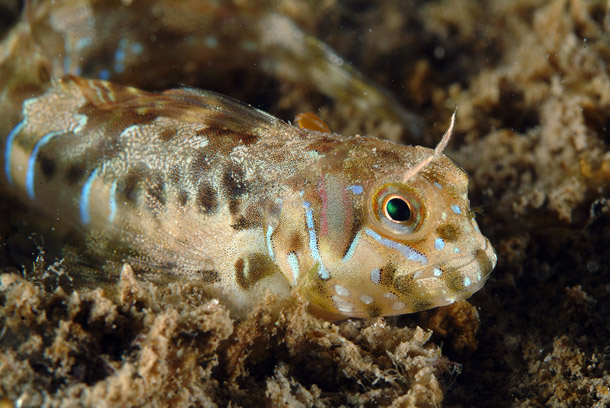
Самец, Тирренское море

Общая длина тела достигает не более 8 см, обычно менее 4—5 см. Тело удлинённое, хвостовой плавник округлый. Спинной плавник длинный, начинается сразу позади головы и оканчивается у хвостового стебля. Его колючая часть очень высокая, от мягкой части она отделена выемкой. Анальный плавник схож с мягкой частью спинного плавника. Жаберные перепонки с обеих сторон соединены друг с другом, образуя складку над межжаберным промежутком. Голова маленькая, верхний край закруглён, рыло притуплённое, рот небольшой с широкими губами. Глаза расположены в верхней части головы, над каждым имеется небольшой вырост-усик. У самок зубы слабые, расположены в один гребневидный ряд. По краям зубы увеличены.
Окраска бежево-оливковая, серовато-зелёная, спина более тёмная. Верхний край спинного плавника дымчатый, анальный плавник жёлто-бурого цвета с тёмной окантовкой, грудные плавники желтоватые или серо-жёлтые с двумя поперечными бурыми полосами и красноватыми лучами. Хвостовой плавник красноватый с двумя или тремя поперечными тёмными полосами. У самцов во время нереста усик над глазом становится оранжевым. На боках 6—7 широких поперечных зеленовато-коричневых полос, окаймлённых узкими голубыми полосами. Такие же узкие голубые, но короткие полосы и мелкие пятна есть на голове.

## Ареал и места обитания
Морская собачка-сфинкс обитает в Чёрном море, проливе Босфор, Мраморном и Средиземном морях, а также в прилегающей части восточной Атлантики от Бискайского залива до Марокко. Субтропическая демерсальная (донная) рыба. Встречается на литорали у самого берега среди камней и скал, заросших зелёными водорослями.

## Питание
Питается донными беспозвоночными и водорослями.

## Размножение
Самец выбирает гнездо, которое может находиться между камней, в пустых створках мидий или в полостях, образующихся в бетонных сооружениях. Глубина такого гнезда доходит до 10 см, а диаметр входного отверстия — до 1,5 см. Забравшись в него, самец сидит, высунув голову. Заметив проплывающую мимо самку, он наполовину высовывается из гнезда, поднимает переднюю часть спинного плавника и начинает покачиваться вверх и вниз. Его движения напоминают поклоны и призваны привлечь самку. Если самка не обращает на него внимания, самец бросается на неё и побуждает её зайти в гнездо, где она и откладывает клейкую икру на стенки.
Самец активно и самоотверженно охраняет гнездо, яростно отгоняя проплывающих мимо креветок и рыб. Если поднести к гнезду зеркало, он бросается на своё собственное отражение. Самец чистит гнездо, вынося ртом попавшие в гнездо песок, гравий и мелкую ракушку, и освежает в нём воду, прогоняя её движениями грудных плавников и хвостового плавника. В июне-августе появляются личинки.
Взрослые собачки-сфинксы иногда выбираются из воды и сидят на прибрежных камнях, при малейшей опасности прыгая обратно в воду. Свою икру они тоже иногда откладывают на 10—15 см выше уреза воды, и охраняющие кладку самцы попадают в такое гнездо, совершая прыжки.

## Фото

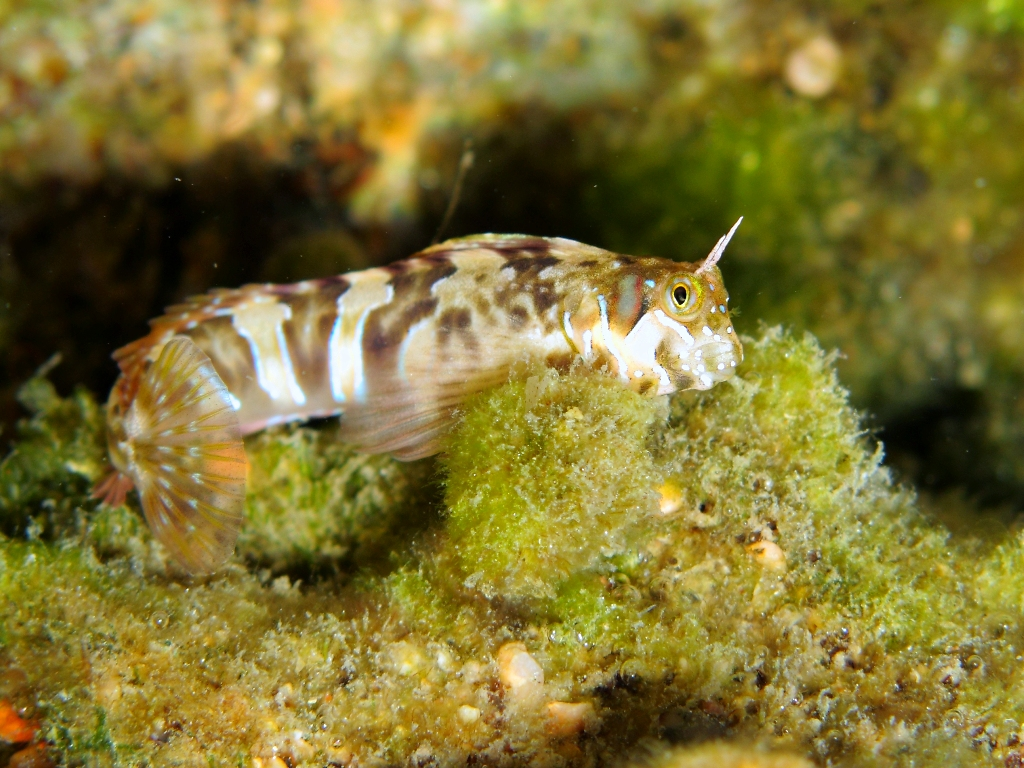
В Средиземном море у побережья Сардинии
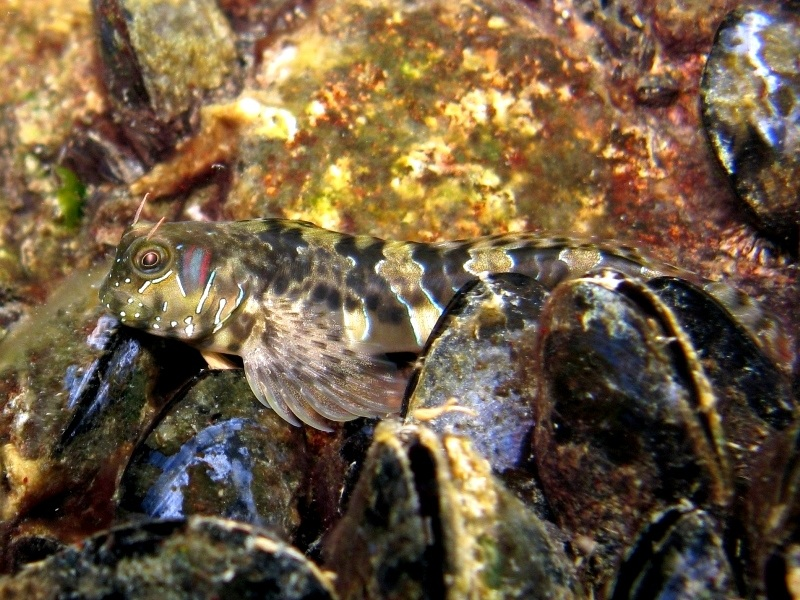
В северной части Адриатического моря
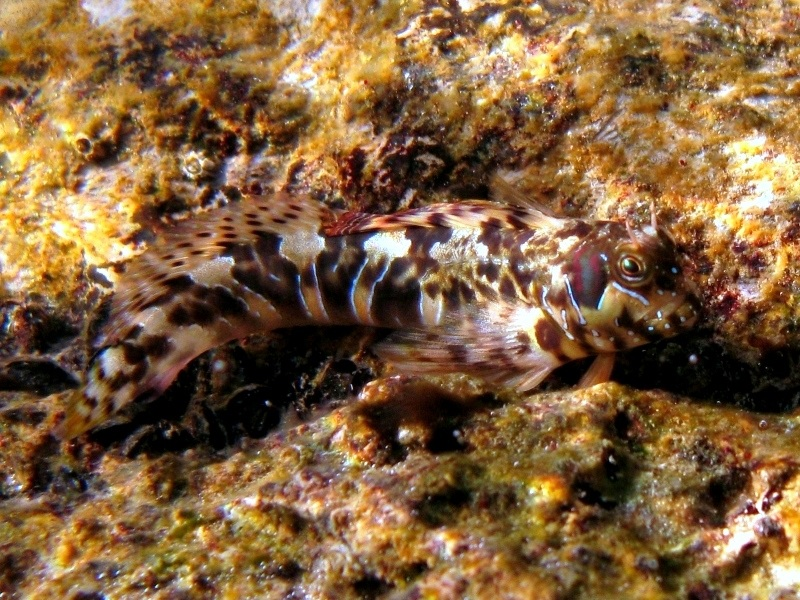
… там же
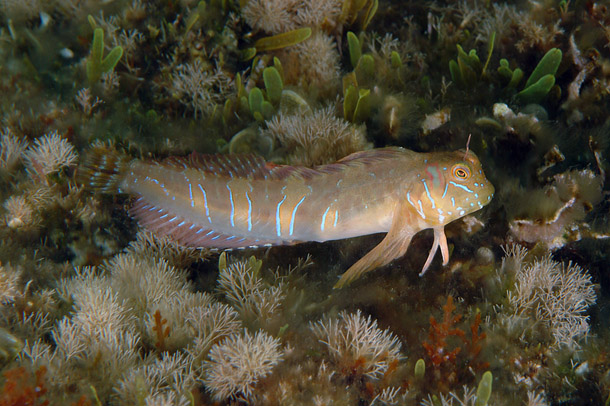
Самец, Тирренское море